# Sesarma (Episesarma) rotundata
Sesarma (Episesarma) rotundata is een krabbensoort uit de familie van de Sesarmidae.